# Asterias versicolor
Asterias versicolor är en sjöstjärneart som beskrevs av Percy Sladen 1889. Asterias versicolor ingår i släktet Asterias och familjen trollsjöstjärnor.
Artens utbredningsområde är Sydkinesiska sjön. Inga underarter finns listade i Catalogue of Life.